# Cuneglas
Cuneglas (łac: Cuneglasus, język walijski: Cynlas, czyli dosłownie "płowy pies gończy", zwany także "Cynlas Czerwony", czyli Cynlas Goch) – król Rhos, czyli dzisiejszego Denbighshire w północnej Walii. Rządził w pierwszej połowie VI wieku. Był synem Owaina Białozębego i bratem świętego Einiona Frenina i Meiriona. Jedynym współczesny źródłem, które informuje na temat Cuneglasa jest De Excidio et Conquestu Britanniae autorstwa Gildasa Mędrca. Autor alegorycznie potępia go w następujący sposób, wykorzystując zwroty zaczerpnięte z biblijnego stylu użytego w Starym Testamencie:
- Ty niedźwiedziu. Najeźdźco i rządco wielu. Ty woźnico rydwanu, który jest schroniskiem niedźwiedzia.
- Ty obrazoburco Boga, potępiony z jego rozkazu.
- Ty płowy rzeźniku...

Cuneglas został też określony jako:
- Ten który wszczyna wojnę przeciwko ludziom, zwłaszcza przeciwko swoim rodakom, a także przeciwko Bogu.
- Ten który wyrzucił za drzwi własną żonę i porządliwie pragnął jej siostrę, która ślubowała przed Bogiem wieczną czystość we wdowieństwie.

Oprócz Cuneglasa potępieni zostali także inni królowie:
- Maelgwn Gwynedd
- Vortipor
- Konstantyn z Brytanii
- Aurelius Conanus